# Abraham Belay
Abraham Belay est un homme politique éthiopien. Depuis 2024, il est ministre de l’Eau, de l’Irrigation et de l’Électricité en Éthiopie. Avant cela, de 2021 à 2024, il était ministre de la Défense.

## Carrière
Abraham Belay est issu du groupe ethnique tigréen d'Éthiopie. Avant d'occuper ses postes actuels, il a été ministre de l'Innovation et de la Technologie. Il a également été président du Parti pour la prospérité de la région du Tigré.